# Henry Leo
Henry Robert Leo, född 5 april 1928 i Trelleborg, död 27 mars 2009, var en svensk diplomat.

## Biografi
Leo var son till Gustav Leo och Ingrid, född Lundgren. Han tog studentexamen 1949 och anställdes vid utrikesdepartementet (UD) 1950. Leo tjänstgjorde i Teheran 1950, Rouen 1952, Gdansk 1953, San Francisco 1956 och Antwerpen 1959. Han var vicekonsul i Antwerpen 1960, i Houston 1964 och Marseille 1968. Leo var konsul i New York 1972 och Las Palmas 1979. Han var generalkonsul i Las Palmas 1980-1983, generalkonsul vid UD i Stockholm 1983-1986, generalkonsul i London 1986-1989 och i Málaga från 1989.
Han var ordförande i kommissionen för främjande av svensk kultur på Kanarieöarna 1980-1983, i kyrkorådet i Las Palmas 1980-1983, ordförande i nationaldagskommittén i London 1987-1989, ordförande i nationaldagskommittén i Costa del Sol från 1989 och i kyrkorådet i Costa del Sol från 1989. Vid sin pensionering flyttade han till hemstaden Trelleborg där Leo snabbt engagerade sig i lokalpolitiken där han representerade Moderaterna. Leo var en god skribent och ett stort Trelleborgs FF-fan. Han skrev regelbundet i magasinet Svensk Fotboll. Han skrev också krönikor i Trelleborgs Allehanda där han också senare fick en egen spalt som publicerades månatligen.
Leo gifte sig i sitt första äktenskap 1953 med Dista Valdemars, dotter till Valdemar Tomasson och Johanna Sigurdardottir. Han var i sitt andre äktenskap gift med Ingegerd Möller (född 1934), dotter till köpmannen August Möller och Mia, född Bökman. Han hade fyra barn. Leo avled 2009 och gravsattes på Norra kyrkogården i Trelleborg.